# أنطون تاينرهولم
أنطون تاينرهولم (بالسويدية: Anton Tinnerholm) (26 فبراير 1991 لينشوبينغ السويد - ) هو لاعب كرة قدم سويدي، يلعب كمدافع.

## وصلات خارجية
أنطون تاينرهولم على موقع الاتحاد الأوربي (الإنجليزية)
- أنطون تاينرهولم على موقع اتحاد السويد (السويدية)
- أنطون تاينرهولم على موقع الدوري الأمريكي (الإنجليزية)
- أنطون تاينرهولم على موقع قاعدة بيانات كرة القدم.إي يو (الإنجليزية)
- أنطون تاينرهولم على موقع ناشيونال فوتبول تيمز (الإنجليزية)
- أنطون تاينرهولم على موقع Soccerway.com (الإنجليزية)
- أنطون تاينرهولم على موقع AS.com (الإسبانية)